# 逢びき
『逢びき』（あいびき、Brief Encounter）は、1945年のイギリスの恋愛映画。互いに配偶者を持つ身でありながら道ならぬ恋に惑う男女の出会いと別れを描いた恋愛映画の傑作である。ノエル・カワードの戯曲『静物画』の映画化であり、デヴィッド・リーンが監督、セリア・ジョンソンとトレヴァー・ハワードが主演した。全編にわたってラフマニノフのピアノ協奏曲第2番がBGMとして効果的に使用されたことでも名高い。なお、ピアノ独奏はアイリーン・ジョイス（ムイル・マティソン指揮/ナショナル交響楽団）。
1974年にリチャード・バートンとソフィア・ローレンの主演でテレビ映画『逢いびき』としてリメイクされている（日本では1976年に劇場公開）。

## ストーリー
1938年。中年の男女が駅の待合室にいるところにおしゃべりのドリーが割り込んでくる。2人は最後の別れの時だったのに邪魔をされる。帰りの汽車の中でもドリーは喋りっ放しだった。うんざりしながら帰宅すると、会社員の夫フレッドと2人の子供がローラの帰りを待っていた。ローラは「駅でめまいを起こしたので少し休む」といい、心配したフレッドは気分展開にクロスワードパズルを勧める。ローラはラフマニノフの「ピアノ協奏曲第2番」のレコードを聴きながら、数週間の出来事を振り返っていた。「数週間前まで私は家庭がいきがいの普通の主婦だった。あの日から、私の世界が変わった」と回顧し始める。
主婦ローラは毎週木曜日に、近くのミルフォードという町へ汽車で出かけ、1週間分の買物をし、本屋で本を取替え、簡単な昼食をとり、午後は映画を観たりして夕方の汽車で帰宅するという平凡な結婚生活を送っている。ある日の夕方、目に異物が入ったのを一人の医師に取ってもらう。次の木曜日にはミルフォードの町で行き会う。その次の木曜日、ローラは食堂で再会。満員だったので同席になり、昼食を食べながら自己紹介をする。彼はアレック・ハーヴェイという開業医で、木曜日毎にミルフォード病院に勤めている友人スチーヴン・リンの代理でやって来るという。アレックはローラは「『枢機卿の恋』と『霧の中の恋』のどちらを観る？」と尋ね、映画館では『情熱の嵐』の予告編が流さる。互いに心を惹かれていき、アレックはまたぜひ会ってくれと頼む。しかし、次の木曜日にはアレックが来ず、落胆して汽車を待っていると、アレックが駆けつけて手術が手間どったという。次の木曜日、映画『情熱の嵐』がつまらず、植物園を散歩してボートハウスで二人は愛の告白をする。帰宅すると息子が頭にケガをしていて、ローラは自責の念にかられる。次の木曜日、郊外にドライヴして愛を語り、アレックに誘われるまま、リンのアパートに向かうと思いがけずリンが早く帰宅。ローラは屈辱から夜の町を歩き回り、警官に娼婦と間違えられそうになる。駅でアレックも妻子ある身の自責に耐えられず別れることにして、南アフリカ、ヨハネスブルグの病院に勤務することに決めたと話す。
次の木曜日、別離の苦しさが胸を締めつけ、思いがつのるが、この時、知人ドリーに見つかる。アレックと別れの挨拶もできないまま、汽車が去っていく。ローラは急行列車に身投げしたい衝動に駆られるを思い留まる。愚直だが善良な会社員の夫フレッドは最近のローラの様子から何かを察していたらしいが、何もいわない。夫の胸の中で泣く。

## キャスト
| 役名                   | 俳優                       | 日本語吹替 | 日本語吹替 |
| 役名                   | 俳優                       | テレビ版1  | テレビ版2  |
| ---------------------- | -------------------------- | ---------- | ---------- |
| ローラ・ジェッソン     | セリア・ジョンソン         | 加藤道子   | 阿部寿美子 |
| アレック・ハーヴェイ   | トレヴァー・ハワード       | 仲谷昇     | 加藤和夫   |
| アルバート・ゴッドビー | スタンリー・ホロウェイ     | 小池朝雄   | 北村弘一   |
| マートル・バゴット     | ジョイス・ケアリー         |            | 木下ゆづ子 |
| フレッド・ジェッソン   | シリル・レイモンド         | 内田稔     | 村越伊知郎 |
| ドリー・メシター       | イヴァーリー・グレッグ     |            | 川路夏子   |
| メアリー・ノートン     | マージョリー・マーズ       |            | 山田早苗   |
| バリル・ウォルターズ   | マーガレット・バートン     |            | 松尾佳子   |
| 以下はクレジットなし   |                            |            |            |
| 記念館の巡査           | ウィルフレッド・バベージ   |            | 水鳥鉄夫   |
| 医者                   | ウォレス・ボスコ           |            | 島田彰     |
| スタンリー             | デニス・ハーキン           |            | 仲野宏     |
| メアリーのいとこ       | ヌナ・デイビー             |            | 白川澄子   |
| スティーブン           | ヴァレンタイン・ダイアル   |            | 立壁和也   |
| ジョニー               | シドニー・ブロムリー       |            | 安田隆久   |
| 駅アナウンサー         | ノエル・カワード           |            | 安田隆久   |
| ビル                   | エドワード・ホッジ         |            | 立壁和也   |
| ウェイトレス           | エイビス・スコット         |            | 白川澄子   |
| ボビー                 | リチャード・トーマス       |            | 山田早苗   |
| マーガレット           | ヘンリエッタ・ヴィンセント |            | 白石冬美   |

- テレビ版1：初回放送1964年4月29日 NHK『劇映画』午後2:00～3:30[5]

## スタッフ
- 監督：デヴィッド・リーン
- 製作：ノエル・カワード
- 撮影：ロバート・クラスカー（英語版）
- 編集：ジャック・ハリス（英語版）
- 美術：ローレンス・P・ウィリアムズ（英語版）

日本語版
※テレビ版2
- 演出：山田悦司
- 翻訳：古賀牧彦
- 効果：芦田公雄、高橋偂
- 音楽：重秀彦
- 日本語版制作：東北新社
- 制作：国際テレビジョン企画、東北新社

## 作品の評価
Rotten Tomatoesによれば、43件の評論のうち、91%にあたる39件が高く評価しており、平均して10点満点中8.59点を得ている。
小津安二郎は本作について「なかなかいい。いいけれども、妙な一つの形式があるでしょう。場面に声が聴えて説明する。あれがどうも内容にならないで一つの説明に終っているようでね。あの写真はああいう方法を使わないでハッキリわかれば大変いいと思う。これは芸術上の問題だけれどもね。わかることはわかるが、あのわからせる方法が説明だから、そこを僕は買わないのだ」と評している。

### 受賞歴
| 賞                           | 部門       | 候補                                                                   | 結果       |
| ---------------------------- | ---------- | ---------------------------------------------------------------------- | ---------- |
| アカデミー賞                 | 主演女優賞 | セリア・ジョンソン                                                     | ノミネート |
| アカデミー賞                 | 監督賞     | デヴィッド・リーン                                                     | ノミネート |
| アカデミー賞                 | 脚色賞     | アンソニー・ヘイヴロック＝アラン、デヴィッド・リーン、ロナルド・ニーム | ノミネート |
| ニューヨーク映画批評家協会賞 | 女優賞     | セリア・ジョンソン                                                     | 受賞       |
| カンヌ国際映画祭             | グランプリ | デヴィッド・リーン                                                     | 受賞       |

### 後の作品への影響
1984年の映画『恋におちて』や2003年の映画『ロスト・イン・トランスレーション』は本作から大きな影響を受けている。

## 翻案
1946年から51年にかけてアメリカでラジオドラマ化された。
- アカデミー・アワード・シアター（英語版）（CBS）
  - 1946年11月20日放送（ローラ：グリア・ガースン）
- スクリーン・ギルド・シアター（英語版）
  - 1947年5月12日放送（CBS、ローラ：リリー・パルマー、アレック：ハーバート・マーシャル）
  - 1948年1月12日放送（CBS、ローラ：アイリーン・ダン、アレック：ハーバート・マーシャル）
  - 1951年1月11日放送（ABC、ローラ：デボラ・カー、アレック：スチュワート・グレンジャー）
- ラックス・ラジオ・シアター（英語版）（CBS）
  - 1948年11月29日放送（ローラ：グリア・ガースン、アレック：ヴァン・ヘフリン）
  - 1951年5月14日放送（ローラ：オリヴィア・デ・ハヴィランド、アレック：リチャード・ベイスハート）

エマ・ライスは本作と原作である『静物画』に基づく舞台版『逢いびき』を製作しており、この作品は2007年にバーミンガム・レパートリー・シアターで初演された後、ウェスト・エンドで上演された。この舞台版は映画館での上映を想定した「マルチメディア演目」である。何度か再演され、アメリカでも上演されている。